# Roxas, Oriental Mindoro
Roxas là một đô thị hạng 4 ở tỉnh Oriental Mindoro, Philippines. Theo điều tra dân số năm 2000, đô thị này có dân số 41.265 người trong 8.057 hộ.

## Barangay
Roxas được chia thành 20 barangay:
| - Bagumbayan (Pob.) - Cantil - Dangay - Happy Valley - Libertad - Libtong - Mabuhay - Maraska - Odiong - Paclasan (Pob.) | - San Aquilino - San Isidro - San Jose - San Mariano - San Miguel - San Rafael - San Vicente - Uyao - Victoria - Little Tanauan |